# Cabeceiras de Basto
Cabeceiras de Basto – miejscowość w Portugalii, leżąca w dystrykcie Braga, w regionie Północ w podregionie Tâmega. Miejscowość jest siedzibą gminy o tej samej nazwie.

## Demografia
| Liczba ludności gminy Cabeceiras de Basto (1801–2011) | Liczba ludności gminy Cabeceiras de Basto (1801–2011) | Liczba ludności gminy Cabeceiras de Basto (1801–2011) | Liczba ludności gminy Cabeceiras de Basto (1801–2011) | Liczba ludności gminy Cabeceiras de Basto (1801–2011) | Liczba ludności gminy Cabeceiras de Basto (1801–2011) | Liczba ludności gminy Cabeceiras de Basto (1801–2011) | Liczba ludności gminy Cabeceiras de Basto (1801–2011) | Liczba ludności gminy Cabeceiras de Basto (1801–2011) | Liczba ludności gminy Cabeceiras de Basto (1801–2011) |
| ----------------------------------------------------- | ----------------------------------------------------- | ----------------------------------------------------- | ----------------------------------------------------- | ----------------------------------------------------- | ----------------------------------------------------- | ----------------------------------------------------- | ----------------------------------------------------- | ----------------------------------------------------- | ----------------------------------------------------- |
| 1801                                                  | 1849                                                  | 1900                                                  | 1930                                                  | 1960                                                  | 1981                                                  | 1991                                                  | 2001                                                  | 2004                                                  | 2011                                                  |
| 8 224                                                 | 14 087                                                | 16 284                                                | 17 273                                                | 21 141                                                | 18 997                                                | 16 368                                                | 17 846                                                | 17 775                                                | 16 710                                                |

## Sołectwa
Sołectwa gminy Cabeceiras de Basto (ludność wg stanu na 2011 r.):
- Abadim – 571 osób
- Alvite – 963 osoby
- Arco de Baúlhe – 1669 osób
- Basto – 938 osób
- Bucos – 554 osoby
- Cabeceiras de Basto – 711 osób
- Cavez – 1268 osób
- Faia – 558 osób
- Gondiães – 227 osób
- Outeiro – 1116 osób
- Painzela – 959 osób
- Passos – 221 osób
- Pedraça – 760 osób
- Refojos de Basto – 4680 osób
- Rio Douro – 942 osoby
- Vila Nune – 379 osób
- Vilar de Cunhas – 194 osoby